# Eugène Prévost-Messemin
Pour les articles homonymes, voir Prévost.
Eugène Prévost-Messemin, pseudonyme d'Eugène Amédée Adolphe Prévost, né le 8 décembre 1880 à la Guide, commune de La Chapelle-Saint-Mesmin (Loiret) et mort le 23 décembre 1944 à Paris, est un décorateur de théâtre, peintre et illustrateur français.
Il est le père de l'artiste peintre et illustratrice Madeleine Prévost (1915-2012), qui épousera le sculpteur Marcel Gili (1914-1993) en 1935.

## Biographie
Son père Eugène Prévost est tailleur d'habits et notamment le tailleur attitré de Mgr Félix Dupanloup, évêque d'Orléans ; sa mère Joséphine Rousseau est couturière. Très tôt orphelin de père en 1882, Eugène Prévost est élevé par sa mère et sa grand-mère Madeleine Rose, meunière du moulin Brissard. Celle-ci l'inscrit à des cours de dessin. En 1890, sa mère enménage à Saint-Denis (Seine-Saint-Denis).
Il effectue son service militaire en 1901 dans le 30e régiment d'artillerie. Son livret militaire mentionne une taille de 1,67 m. Il est réformé en 1910 en raison d'une endocardite rhumatismale.

### Le décorateur de théâtre et de cinéma
En 1895, Eugène Prévost-Messemin est admis à l'École nationale supérieure des arts décoratifs. Il travaille parallèlement dans l'atelier de décorateur de théâtre d'Eugène Carpezat, puis de celui de Lucien Jusseaume dont il devient l'associé puis en reprend la direction à la mort de celui-ci, activité qui constituera sa principale occupation. Il épouse Joséphine Beaudon (1883-1973) à Saint-Denis le 11 avril 1903. Sa fille unique Madeleine naîtra en 1915.
L'atelier de Lucien Jusseaume (comme les ateliers concurrents de Marcel Jambon ou Alexandre Bailly) réalise également des décors pour le cinéma pendant la période du muet, notamment pour le studio Le Film d'Art.
Il réalise, sous le nom d'Eugène Prévost, des décors principalement pour les théâtres parisiens : l'Opéra de Paris, l'Opéra-Comique, la Comédie-Française, les Folies Bergère, le théâtre Antoine, le théâtre de la Porte Saint-Martin, le théâtre Sarah Bernhardt, la comédie des Champs-Élysées, le théâtre de la Gaîté-Lyrique, le Casino de Paris, les tournées Moreau, le théâtre d'Orléans mais aussi pour le théâtre de la Scala de Milan à l'occasion de la création de l'opéra de Giacomo Puccini Madame Butterfly, avec l'atelier Lucien Jusseaume en février 1904.

### L'artiste peintre
Eugène Prévost-Messemin se lie d'amitié avec les poètes Charles Vildrac, Léon Vérane, Georges Duhamel, Paul-Napoléon Roinard et le compositeur Pierre de Geyter, auteur de la musique de L'Internationale.
Très attaché à ses origines ligériennes et à sa maison du lieu-dit Le Grand Courant à La Chapelle-Saint-Mesmin, dont il fait l'acquisition à l'occasion de son mariage en 1905,, il signe sous le pseudonyme de Messemin, quand il est présent dans son village natal, de nombreux paysages de Loire ainsi que des portraits : la grand-mère Brissard, son épouse Joséphine, sa belle-sœur Marie, son cousin Hyppolite Garet, tireur de sable et de jard. 
Il réalise de nombreux dessins, photographies, pochades, mais également des modelages en plâtre et des gravures, et utilise l'aquarelle, le pastel et la peinture à l'huile.
Au cours des années 1910, il est membre de la société artistique L'Effort, dont font également partie des artistes tels que Lucienne Bisson, Louis Payret-Dortail, Claude Rameau, André Deslignères, Jean Roque, Ary Bitter, Pierre Vaillant, François Victor Batigne, Paul Baudier, Léon Cannicioni, Eugène-Jean Chapleau, Charles-Auguste Edelmann, Pierre Lenoir, Louis-Henri Nicot et André Chapuy.
Entre 1905 et 1935, il expose à Paris au Salon d'automne et au Salon des indépendants,,,,,,,,, ainsi qu'au Salon des artistes français.
En 1921, il peint le plafond du théâtre de Saint-Quentin (Aisne).
Entre 1924 et 1931, il est membre du Groupe d'émulation artistique du Nivernais dont font notamment partie des artistes comme Rex Barrat, Raoul Toscan, Étienne Gaudet, Jean-Paul Louis Martin des Amoignes et Jacques Thévenet.
En 1925, il rencontre le poète Max Jacob lors d'une retraite spirituelle de ce dernier à l'abbaye de Saint-Benoît-sur-Loire.
En 1937, il réalise la série Les Corporations composée de 18 panneaux, commandée pour le pavillon du Travail de l'Exposition universelle de Paris.
Il meurt à Paris, à l'hôpital Necker, le 23 décembre 1944. Il est inhumé au cimetière de La Chapelle-Saint-Mesmin, aux côtés de son épouse Joséphine et de sa fille Madeleine (morte en 2012).

## Collections publiques
Certaines de ses œuvres sont conservées au musée de la Marine de Loire de Chateauneuf-sur-Loire (Loiret) et au musée de la Loire de Cosne-Cours-sur-Loire (Nièvre).
La mairie de La Chapelle-Saint-Mesmin conserve également plusieurs tableaux d'Eugène Messemin.

## Expositions
Des rétrospectives lui sont consacrées :
- Autour du passeur de Loire en 1973[39], salle des thèses d'Orléans[12] ;
- Eugène Messemin, un peintre et la Loire, en 1997 au musée de la Loire de Cosne-sur-Loire[9] ;
- Eugène Prévost dit Messemin, peintre des gens de Loire, en 2000 au musée des Beaux-Arts d'Orléans[12] ;
- Messemin racontait la Loire, en 13 oeuvres (dépôt de la famille Prévost-Gili), entre 2023 (à partir de septembre) et 2026, au musée de la Marine de Loire de Chateauneuf-sur-Loire[40].

## Réception critique
Selon Jean-Michel Roudier, conservateur du patrimoine, en 1997, l'art pictural de Messemin est influencé à la fois par les nabis, l'école de Pont-Aven et le japonisme. Celui-ci estime également que : « Eugène Prévost, le parisien et Eugène Messemin, le ligérien, constituent deux personnalités distinctes, scindées tant par leur patronyme que par leur activité. Entre ces deux facettes, la cassure est franche, même si une histoire d'images et de pinceaux unit ces deux faux-jumeaux : une carrière mondaine et une récréation paysagiste ».
Selon l'ouvrage Couleurs de Loire paru en 2009 : « Son œuvre de peintre doit sans doute sa vigueur à son habitude de la scène ».

## Hommages
- En hommage à sa mémoire, une rue de La Chapelle-Saint-Mesmin porte ses prénom et nom d'état-civil.
- La salle d'exposition de la bibliothèque municipale se dénomme « salle Messemin ».
- En 2023, le Conseil départemental du Loiret intègre, dans un nouveau circuit touristique intitulé la Route des Illustres du Loiret[42], la maison natale du peintre. A l'occasion des Journées européennes du patrimoine 2024 et en hommage à Eugène Prévost-Messemin, une exposition de ses oeuvres emblématiques est présentée à l'hôtel de ville et un panneau installé sur le pignon de sa maison natale est inauguré par la Municipalité le 22 septembre 2024[43].

## Famille
Eugène Messemin est le père de l'artiste peintre Madeleine Prévost (1915-2012), le beau-père du sculpteur Marcel Gili (1914-1993) et le grand-père de l'architecte urbaniste Raymond Gili (1940-2015), de l'animateur et auteur Alain Gili (né en 1946), et de l'enseignante Ines Gili (née en 1949).
Raymond Gili, époux de l'architecte Danièle Pierre, est le père d'Olivier Gili, de Marie Gili-Pierre, de Juliette Rudent-Gili et de Mathieu Rudent-Gili.
Ines Gili est la mère du poète-romancier Carle Coppens et de Estelle Coppens, journaliste, enfants issus de son premier mariage avec le poète d'origine orléanaise Patrick Coppens.
L'action de Madeleine Prévost, de Raymond Gili et de Mathieu Rudent-Gili, a permis de procéder, entre les années 1970 et 2000, au sauvetage de la maison du Grand Courant dont la conception a ainsi permis de conserver la pérennité artistique et historique du lieu.

### Madeleine et Marcel
Marcel Gili et Madeleine Prévost se rencontrent lors de leurs études à l'école des Beaux-Arts de Paris et aux Arts décoratifs.
De 1937 à 1938, à l'invitation du sculpteur, céramiste et architecte Gustave Violet, Madeleine et Marcel viennent s'établir à Prades puis Céret en Catalogne du nord pour mener à bien leur grand projet professionnel. Ils y rencontrent, entre autres, les artistes Aristide Maillol, Raoul Dufy, Pablo Picasso, Pierre Brune, Camille Descossy, André Susplugas mais aussi les poètes et écrivains Joseph-Sébastien Pons, Pierre Camo, Ludovic Massé ainsi que l'acteur Alain Cuny.
Marcel est ensuite mobilisé lors du déclenchement de la Seconde Guerre mondiale. Il participe à la drôle de guerre, est capturé par l'armée allemande mais parvient à s'évader et à regagner le Grand Courant à La Chapelle Saint-Mesmin, considéré alors  comme le « refuge » de la famille.
Après leur mariage à Saint-Denis (ancien département de la Seine), le couple, pleinement  soutenu par Eugène Prévost-Messemin, vient s'installer en 1940 au Grand Courant avec celui-ci et son épouse Joséphine.
Après 1940, les deux ateliers du couple cohabiteront au Grand Courant. S'y trouvent encore tout l’œuvre peint d'Eugène Prévost-Messemin, comprenant quelques rares pièces sauvées de son travail de décorateur de théâtre. En effet, le contenu du grand atelier parisien de Lucien Jusseaume, qu'Eugène Prévost avait repris en 1925, fut malheureusement dilapidé par la faillite au cours de l'occupation.
Après le décès d'Eugène, le couple restera au Grand Courant, qui sera, jusqu'à leur séparation en 1961, un lieu de foisonnement d'échanges artistique et intellectuel.

## Œuvres

### Décor de théâtre
- L'Aiglon, pièce d'Edmond Rostand, Paris, théâtre Sarah Bernhardt, 1900[9].
- Pelléas et Mélisande, opéra de Claude Debussy, Paris, Opéra-Comique, 1902[48].
- Le Roi Lear, pièce de William Shakespeare, Paris, théâtre Antoine, 1904.
- Chantecler, pièce d'Edmond Rostand, Paris, théâtre de la Porte Saint-Martin, 1910.
- Les contes d'Hoffmann, opéra de Jacques Offenbach[9].
- Tristan et Isolde, opéra de Richard Wagner, Opéra de Paris, 1930[9].

Décors de théâtre d'Eugène Messemin
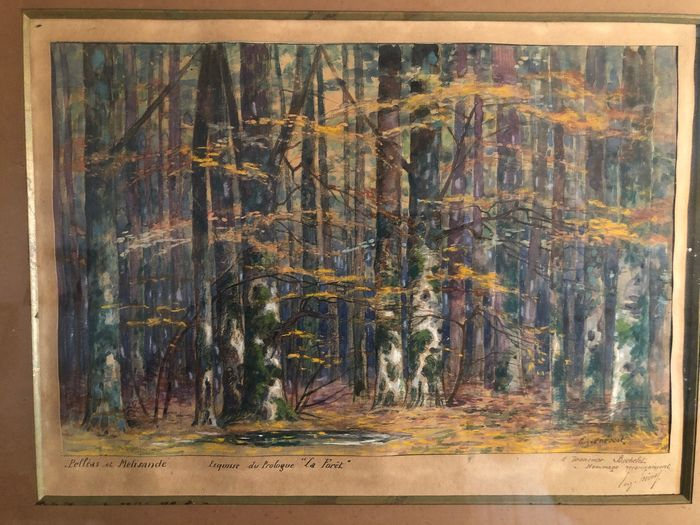
Esquisse du prologue de la forêt, gouache, acte 1 de Pelléas et Mélisande, opéra de Claude Debussy (1902), localisation inconnue.
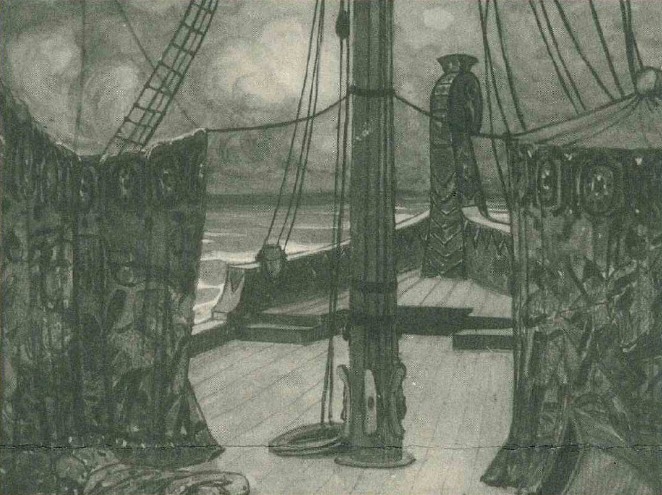
Projet de décor pour l'acte I de l'opéra Tristan et Isolde de Richard Wagner à l'opéra de Paris (1930), lavis d'encre sur papier, localisation inconnue.

### Peinture
- Automne à La Chapelle-Saint-Mesmin, 1900, huile sur carton[12].
- Le Moulin Boucher en 1825 à La Chapelle-Saint-Mesmin, huile sur carton, 1900[12].
- Toit et portail à La Chapelle-Saint-Mesmin, 1903, huile sur papier-carton à grains de toile collée sur aggloméré[12].
- Tireur de sable en Loire, 1903, huile sur papier-carton à grains de toile collé sur carton[12].
- Tireur de sable en Loire, 1904, huile sur toile marouflée sur carton, trois études[12].
- Tireur de sable en Loire, 1904, Châteauneuf-sur-Loire, musée de la Marine de Loire[49].
- Barque dite « la Coquille », 1904, huile sur carton collée sur carton[12].
- Détail d'une barque de drague, 1904, huile sur toile marouflée sur carton, deux études[12].
- Tas de sable dans une barque de Loire, 1904, huile sur toile marouflée sur carton[12].
- Barque de drague près d'un faux bord, 1904, huile sur toile marouflée sur carton[12].
- Barque de drague chargée de sable de Loire, 1904, huile sur toile marouflée sur carton[12].
- Barque de drague en Loire, 1904, huile sur papier-carton à grains de toile collée sur carton[12].
- Paysage de Loire, 1904, sept études[12].
- Paysage de Loire avec drague, 1904, huile sur toile marouflée sur carton[12].
- Paysage de Loire avec maisons, 1904, huile sur toile marouflée sur carton[12].
- Paysage de Loire avec barque et maisons, 1904, huile sur toile marouflée sur carton[12].
- Paysage de Loire et toit de ferme, 1904, huile sur carton collé sur carton[12].
- Paysage de Loire avec barques et tireur de sable, 1904, huile sur toile marouflée sur carton[12].
- Meules, 1904, huile sur carton collée sur carton[12].
- Meules, 1904, huile sur papier-carton marouflée sur carton[12].
- Meules et prairie à Saint-Hilaire-Saint-Mesmin, 1904, huile sur toile marouflée sur aggloméré[12].
- Meules près de la Loire, 1904, huile sur carton collée sur carton[12].
- Les Ormes du pré de Monsieur Proux à La Chapelle-Saint-Mesmin, 1904, huile sur carton[12].
- Grand-mère Brissard, née Madeleine Rousseau, dans son jardin de la rue du bourg à La Chapelle-Saint-Mesmin, 1905, huile sur carton[12].
- Lavandière, 1905, huile sur papier-carton à grains de toile[12].
- Autoportrait, 1905, huile sur carton[12].
- Autoportrait, 1905, huile sur contreplaqué[12].
- Autoportrait à contre-jour, 1906, huile sur carton[12].
- Paysage de Loire, méandre, 1906, huile sur carton[12].
- Le Coteau lieu-dit La Tortue à La Chapelle-Saint-Mesmin, 1906, huile sur carton[12].
- Levé de lune vers Saint-Pryvé prise des bords de Loire à La Chapelle, 1907, huile sur toile marouflée sur carton[12].
- Vigne et moulin à vent, 1908, huile sur carton[12].
- Grand-mère Brissard au portail de son jardin à La Chapelle-Saint-Mesmin, 1908, huile sur toile[12].
- Parapet de Loire à La Chapelle-Saint-Mesmin, 1909, huile sur carton[12].
- Grand-mère Brissard sur le parapet de la Loire à La Chapelle-Saint-Mesmin, 1909, huile sur carton[12].
- Lavandière en bord de Loire, , 1909, huile sur carton[12].
- Tireur de sable ramenant sa drague à main, 1909, huile sur toile découpée[12].
- Le Moulin Neuf sur le Loiret, 1909, huile sur carton[12].
- Moulin à vent, 1909, huile sur carton[12].
- Nuages sur la Beauce, 1909, huile sur carton[12].
- Les Vêpres, la place de l'église à La Chapelle-Saint-Mesmin, 1910, huile sur toile[12].
- Grand-mère Brissard assise dans son jardin, 1911, huile sur toile[12].
- Le Vent dans les peupliers aux environs d'Orléans, 1912, huile sur toile[12].
- Peupliers, 1912, huile sur toile marouflée sur aggloméré[12].
- Moulin à vent surplombant la Loire, 1912, pastel[12].
- Peupliers en automne, 1913, huile sur contreplaqué[12].
- Paysage de Loire avec drague, 1913, huile sur carton[12].
- Claie en bord de Loire, 1913, huile sur toile marouflée sur aggloméré[12].
- Autoportrait, 1913, huile sur carton[12].
- Autoportrait avec Madeleine, 1915, huile et pastel[12].
- Autoportrait, 1916, pastel[50].
- Joséphine Prévost, née Rousseau, mère de l'artiste, 1916, pastel[12].
- Dragueur de sable en Loire, années 1920[51].
- Bords de Loire, années 1920[52].
- Lavandières au bord de la Loire, 1920, huile sur contreplaqué[53].
- Lavandière en bord de Loire, 1920, huile sur contreplaqué[12].
- Peupliers au clair de lune, 1920, huile sur carton[12].
- Tireurs de sable sur la Loire, 1922, huile sur papier[54]
- Peupliers en bord de Loire, 1923, huile sur contreplaqué[12].

non daté
- Barque[16].
- Dragueur[16].
- Pêcheurs[16].
- Grand-mère Brissard dans son jardin à La Chapelle-Saint-Mesmin, huile sur toile marouflée sur aggloméré[12].
- Dragage de sable en Loire[55].
- Tireur de sable[réf. nécessaire].

#### Commandes
- La Paix et le Travail escortent la Ville de Saint-Quentin renaissante, 1921, toile marouflée sur plafond, Saint-Quentin, théâtre Jean-Vilar.
- 65 portraits des gloires de la littérature française de François Villon à Anna de Noailles, 1934, série d'illustrations accompagnant une anthologie parue aux éditions Hachette destinée aux écoles communales[16], localisation inconnue.
- Les Corporations, série de 18 panneaux commandés pour le Pavillon du Travail de l'Exposition Internationale de Paris, 1937[9], localisation inconnue.

Œuvres d'Eugène Messemin
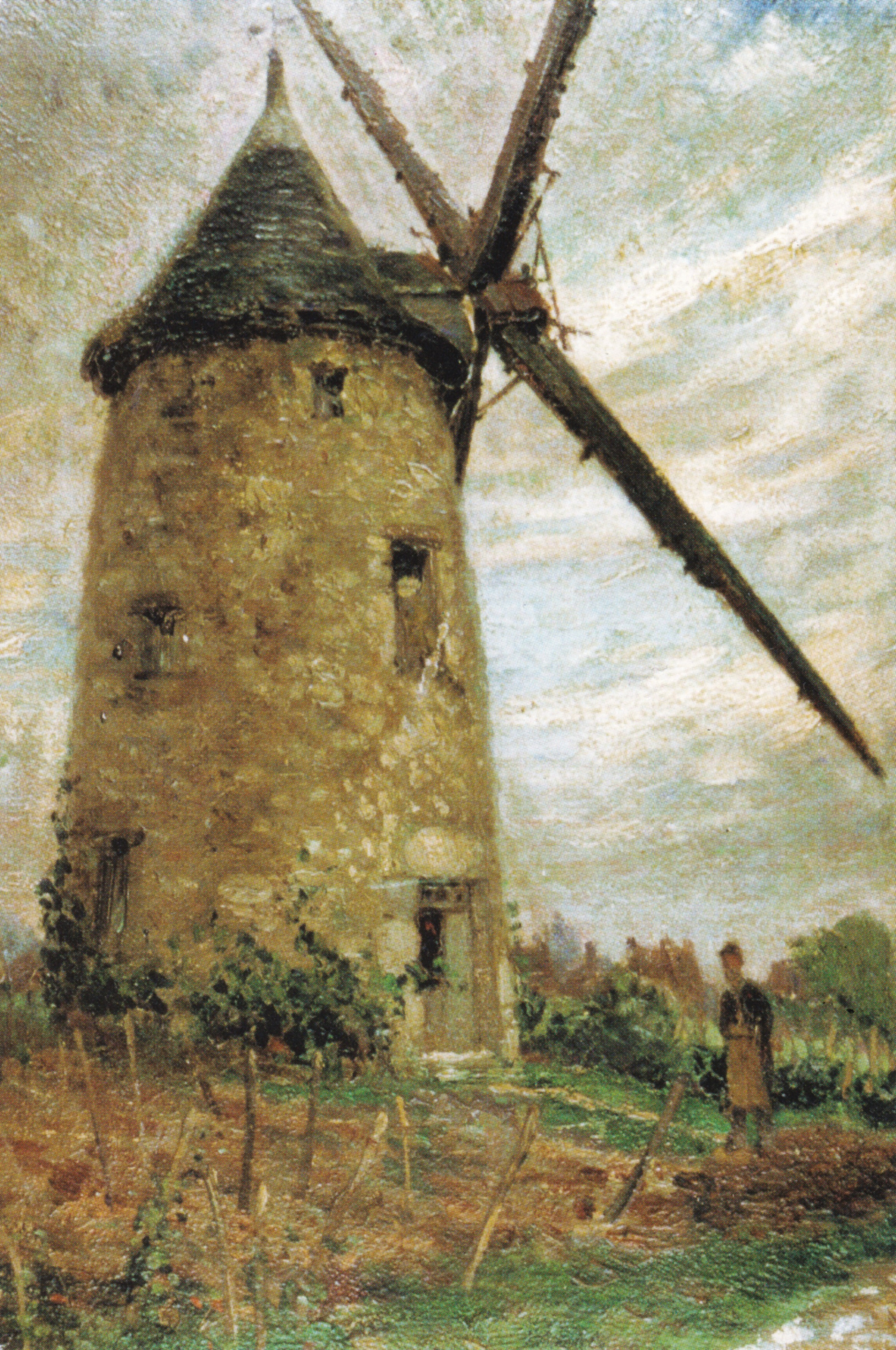
Le Moulin Boucher en 1825 à La Chapelle-Saint-Mesmin (1900), localisation inconnue.
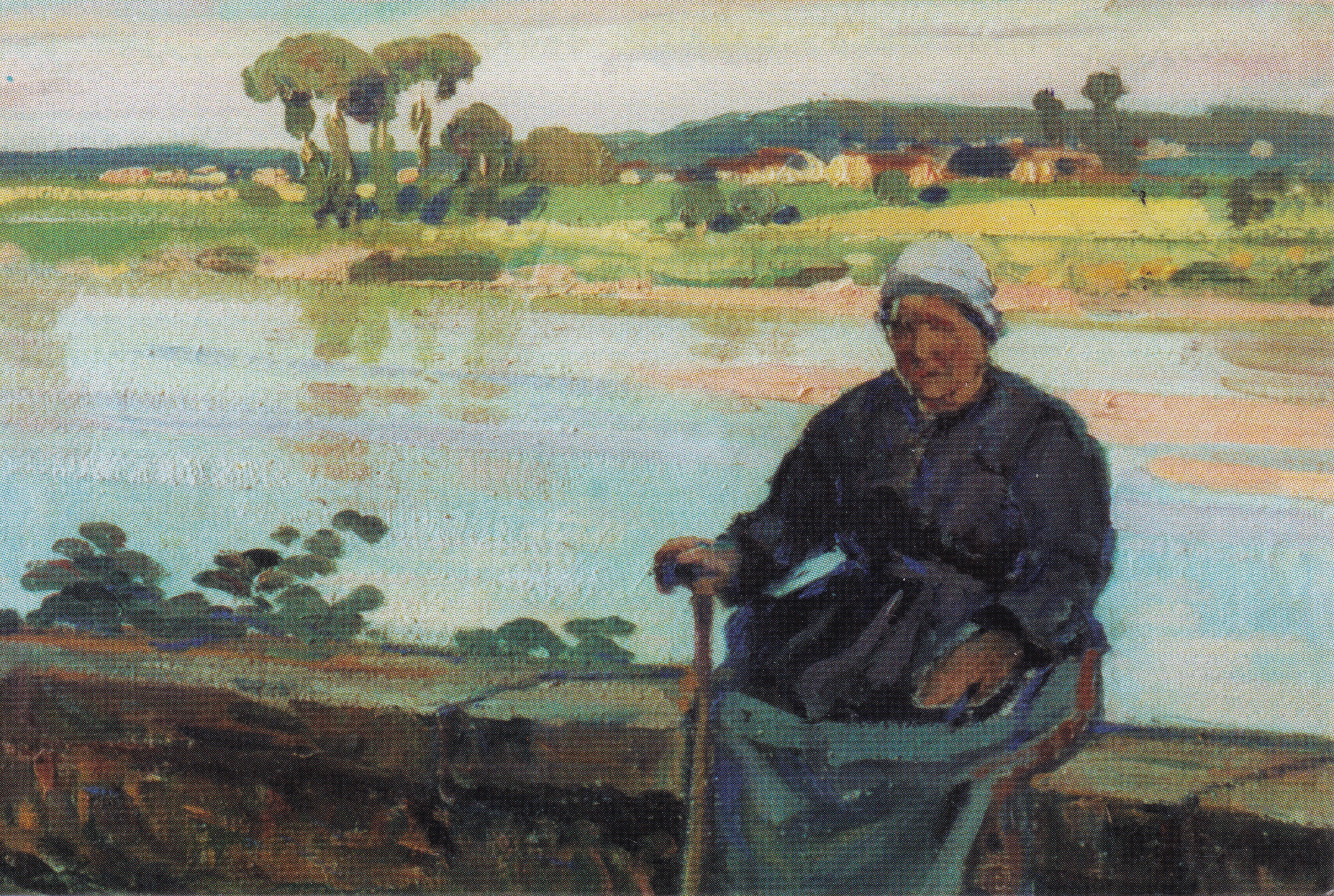
Grand-mère Brissard sur le parapet de la Loire à La Chapelle-Saint-Mesmin (1909), localisation inconnue.
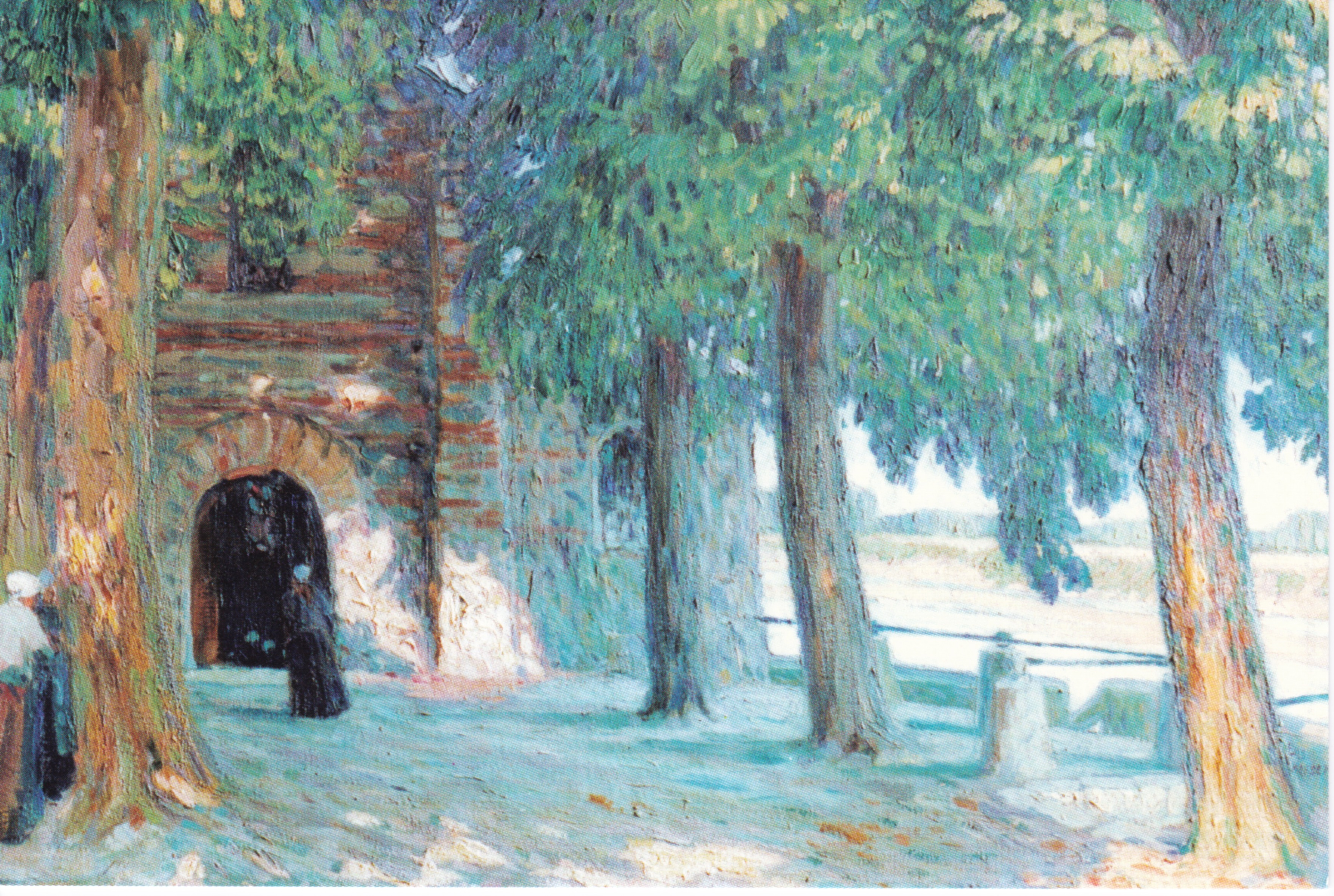
Les Vêpres, l'église de La Chapelle-Saint-Mesmin (1910), localisation inconnue.
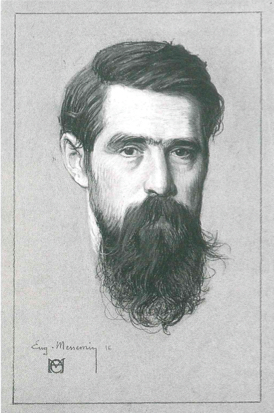
Autoportrait (1916), pastel, localisation inconnue.
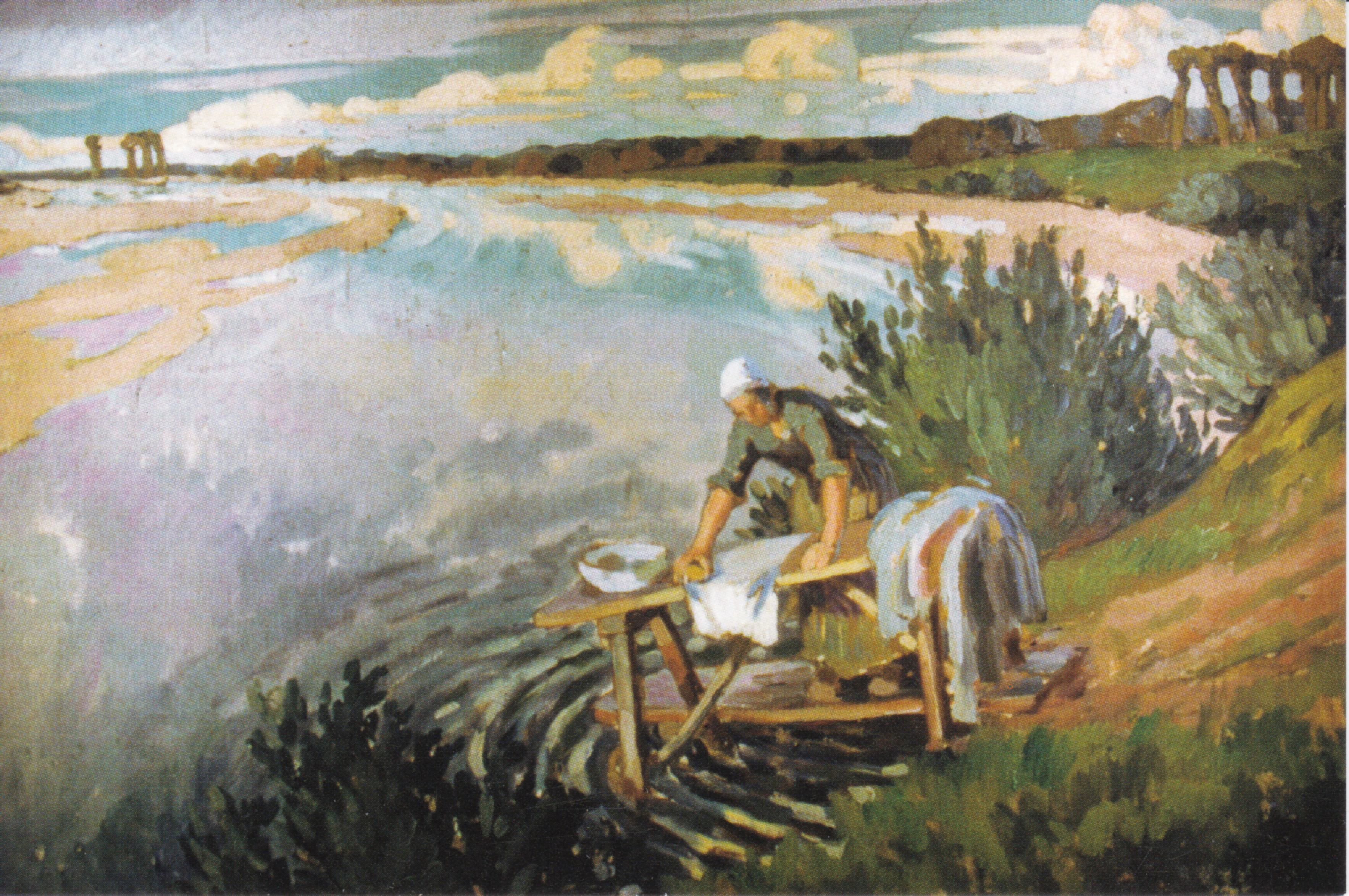
Lavandière au bord de la Loire, (1920), Châteauneuf-sur-Loire, musée de la Marine de Loire.
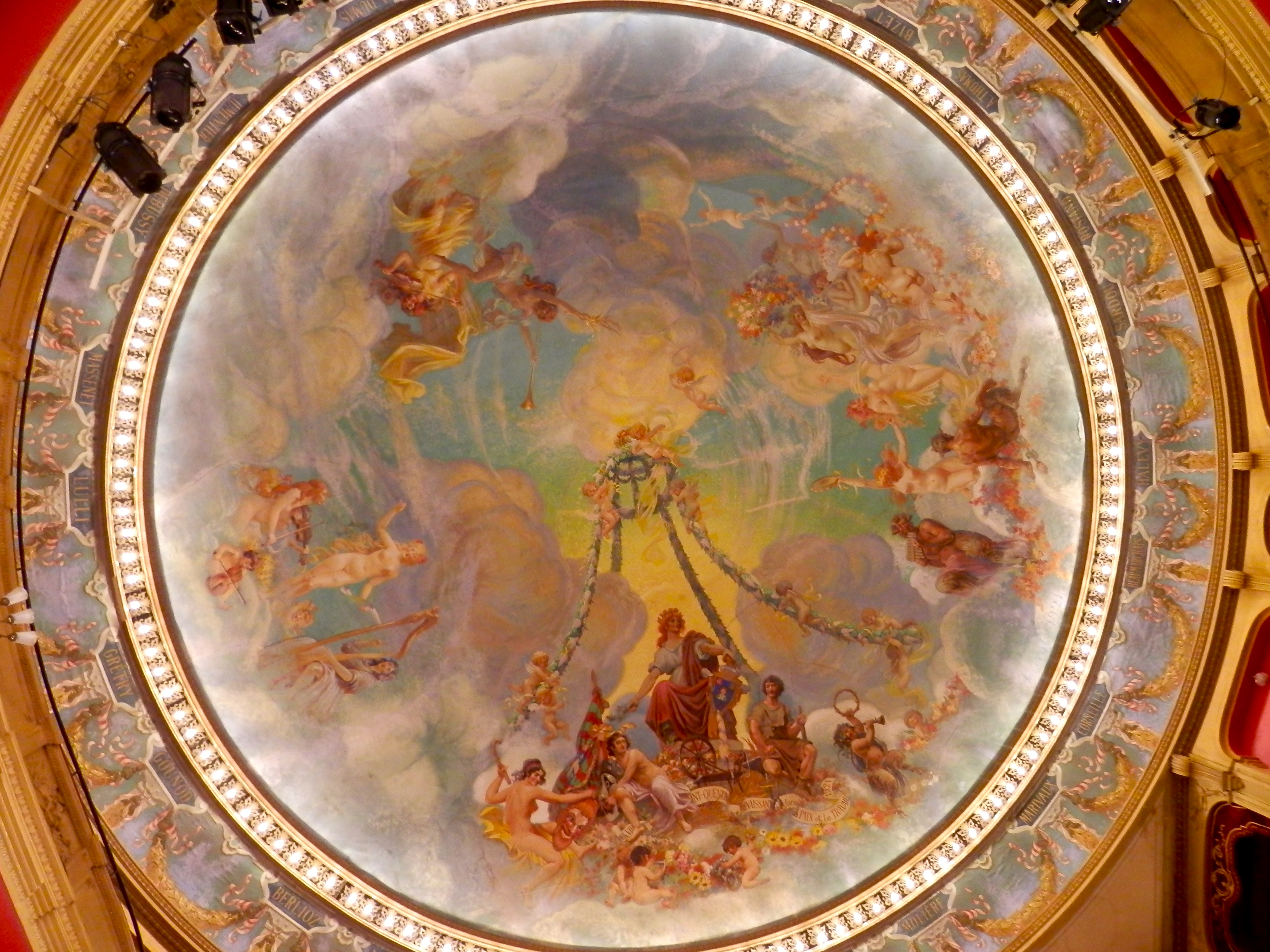
La Paix et le Travail escortent la Ville de Saint-Quentin renaissante (1921), plafond du théâtre Jean-Vilar, Saint-Quentin.
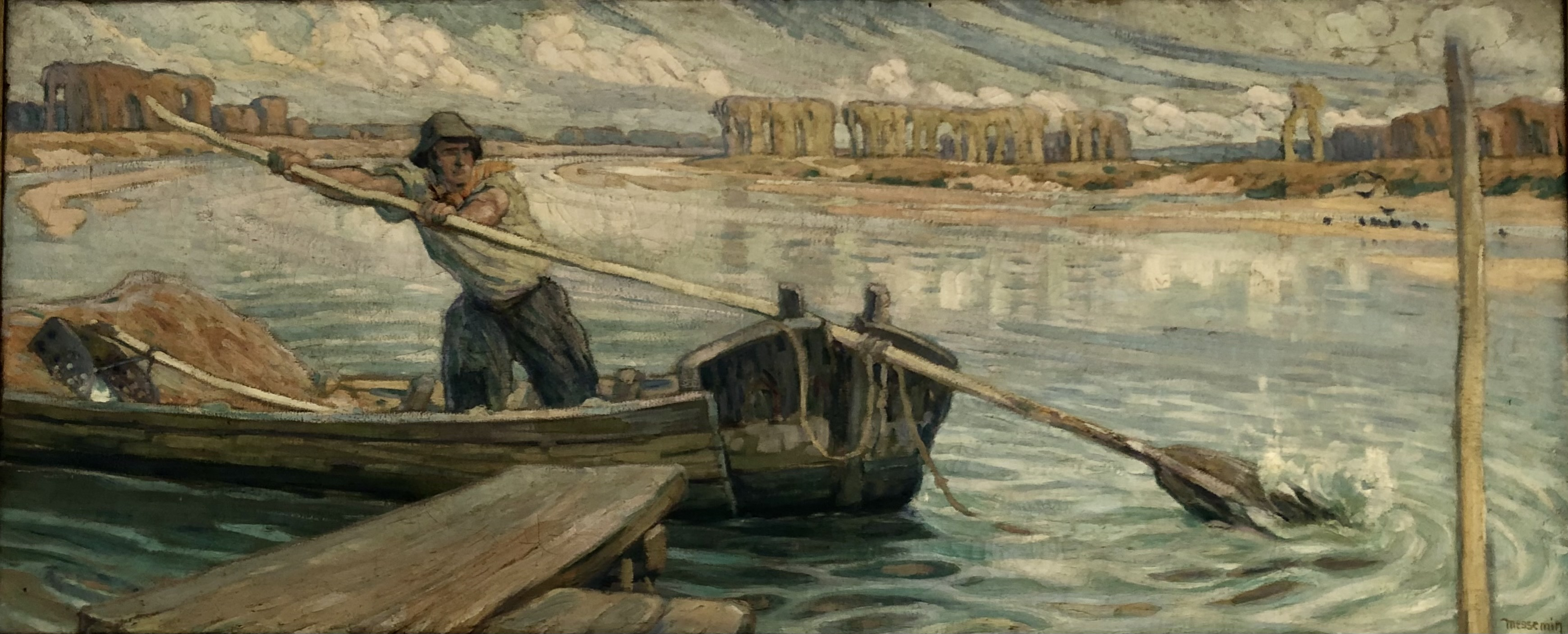
Le Tireur de sable, La Chapelle-Saint-Mesmin, mairie.
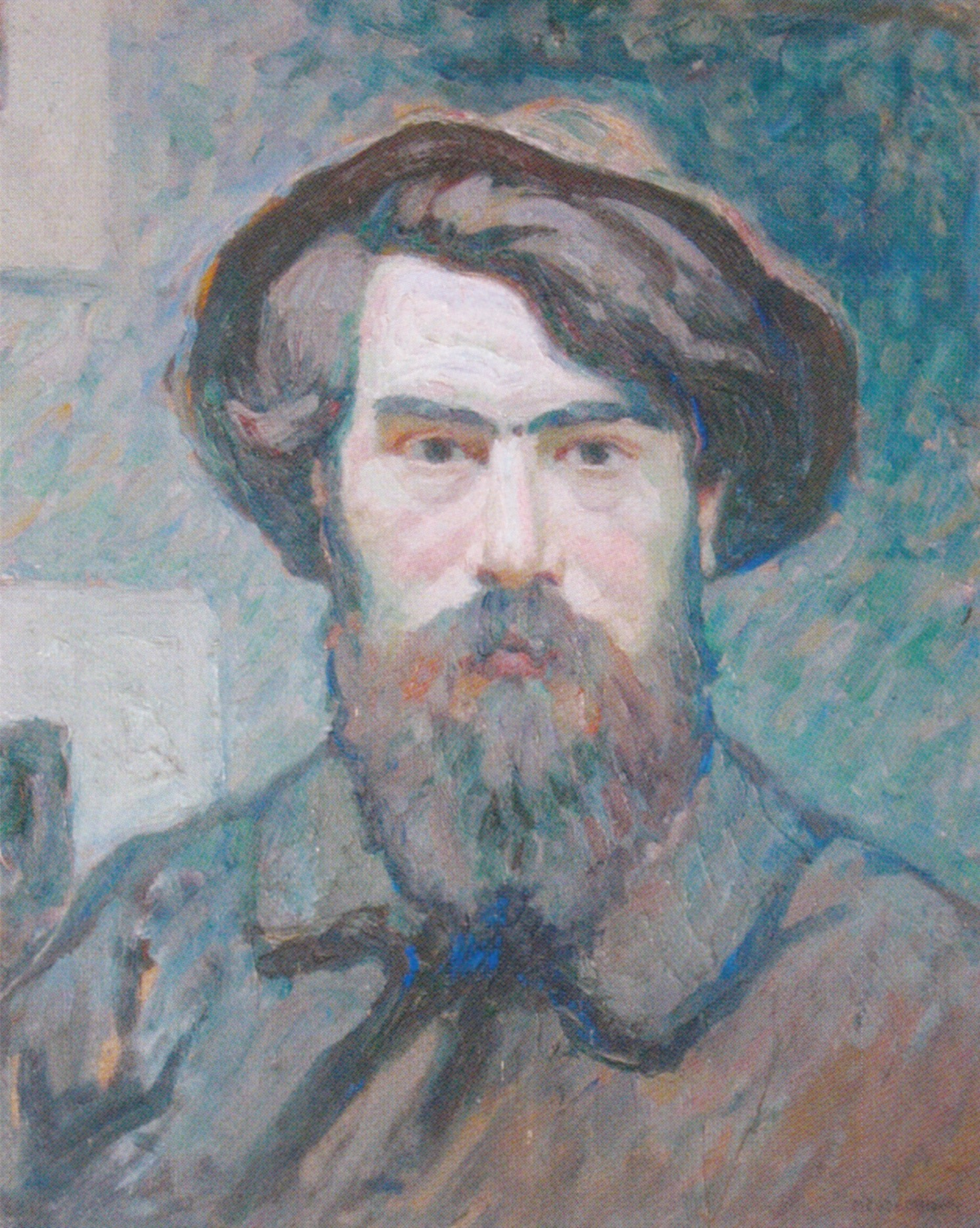
Autoportrait, localisation inconnue.

### Estampe
- Le Tombeau de François Ier, non daté, gravure aquarellée[56].
- Moulin à vent près d'un village, 1910, eau forte et aquatinte[12].
- Dragueur vidant sa barque près d'une brouette, 1913, eau forte et aquatinte[12].

### Dessin
- Dragueur déplaçant sa barque chargée de sable, 1904, crayon graphite et encre sur calque.
- Tireur de sable sur sa barque, 1904, fusain.
- Tireur de sable en Loire, 1904, deux études, crayon bleu.
- Barques sur la Loire, 1904, crayon graphite.
- Lavandière en bord de Loire, 1907, crayon graphite sur calque.
- Deux tireurs de sable dirigeant leur barque, 1907, crayon bleu.
- Tireur de sable en Loire, 1908, crayon bleu.
- Intérieur d'une ferme de La Chapelle-Saint-Mesmin, 1932, encre.

### Sculpture

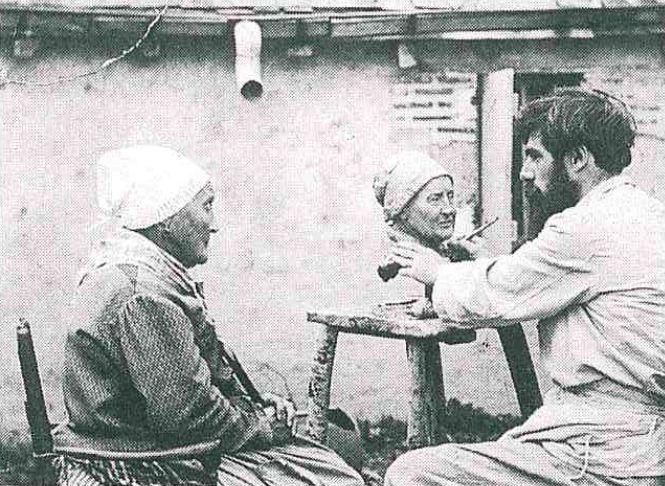
Eugène Messemin sculptant le portrait de grand-mère Brissard en 1912.

- Grand-mère Brissard, 1912, plâtre peint, localisation inconnue[12].
- Madeleine Prévost enfant, fille de l'artiste, 1915, plâtre peint, localisation inconnue[12].

### Illustration
Sous le pseudonyme d'Eugène Messemin, il est l'illustrateur de revues de poésie.
- Collectif, Les horizons : 1ère année, Paris, 1912 (lire en ligne).
- Léon Verane, Les facettes : Cahier trimestriel de poésie, Toulon, Imprimerie commerciale, 1912, 19 p. (lire en ligne).
- André Delemer, Vivre : Cahier de littérature bimestriel, Paris, Delemer & Millet, 1917, 18 p. (lire en ligne).

### Manuscrit
- Eugène Messemin, Val de Loire : Recueil de poèmes, de souvenirs d'enfance et de dessins, La Chapelle-Saint-Mesmin, Manuscrit, ouvrage inachevé, 1943[9].